# مسجد أيوب سلطان (ستراسبورغ)
مسجد أيوب سلطان هو مسجد قيد الإنشاء يقع في مدينة ستراسبورغ، الشرق الكبير، فرنسا. بدأ بناء المسجد في 2017 وبلغت تكلفة بنائه 25 مليون يورو.